# Nikolaj Kornil'evič Pimonenko
Nikolaj Kornil'evič Pimonenko, (in ucraino Микола Корнилович Пимоненко?, Mykola Kornylovyč Pymonenko; in russo Николай Корнильевич Пимоненко?; Kiev, 9 marzo 1862 – Kiev, 26 marzo 1912) è stato un pittore ucraino, che visse nell'Impero russo (ed è talvolta indicato come russo).

## Biografia

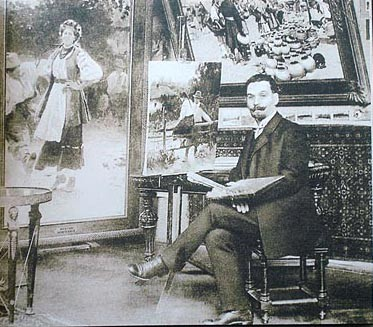
Pimonenko nel suo studio

Mykola Pimonenko è figlio d'arte, dato che suo padre era un incisore su legno oltre che pittore di icone.
Il suo percorso di studi culminò dapprima con la frequentazione della scuola di disegno di Kiev e successivamente con l'Accademia russa di belle arti di San Pietroburgo, dal 1882 al 1884.
Fu associato alla Società degli artisti della Russia meridionale con sede a Odessa (1891–1896) e, dal 1893, alla Peredvižniki (Itineranti), una società con sede a San Pietroburgo che effettuava mostre in tutto l'impero.
Nel 1904 ricevette la nomina di accademico e divenne insegnante.
È meglio conosciuto per le sue scene di genere urbano e rurale di contadini, gente di campagna e gente della classe operaia, caratterizzate da uno stile brillante e leggero, dai colori vivaci, sia poetici sia sentimentali.
I suoi lavori, che ebbero una grande diffusione in tutta l'Europa, assursero al ruolo di immagini simboliche delle tradizioni, degli usi e costumi e del patriottismo ucraino.

## Opere
- Una vittima del fanatismo;
- Una conversazione;
- Il mattino di Pasqua;
- Una fioraia;
- Giovedì Santo;
- Matrimonio ucraino;
- Veggenti.

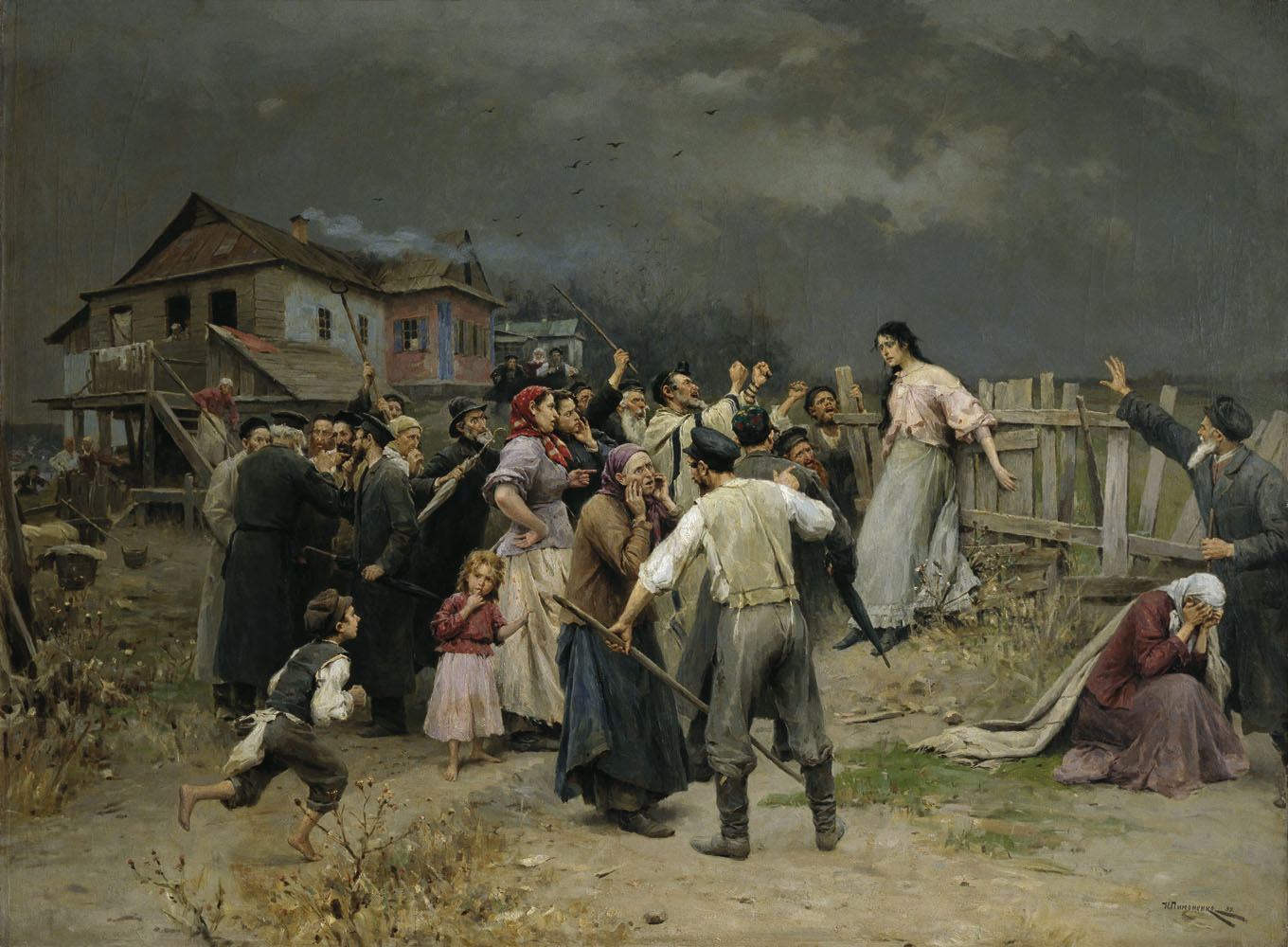
Una vittima del fanatismo
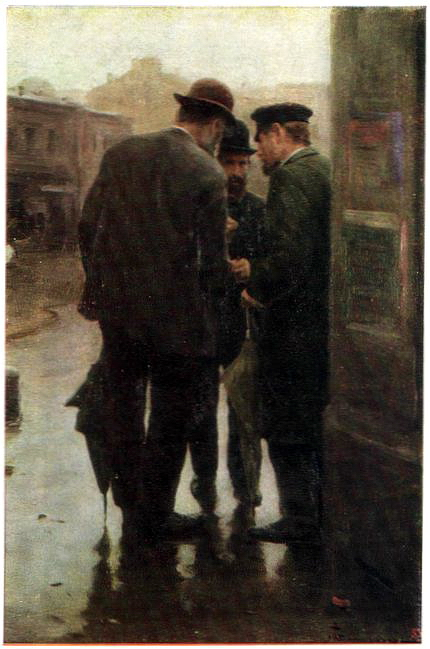
Una conversazione
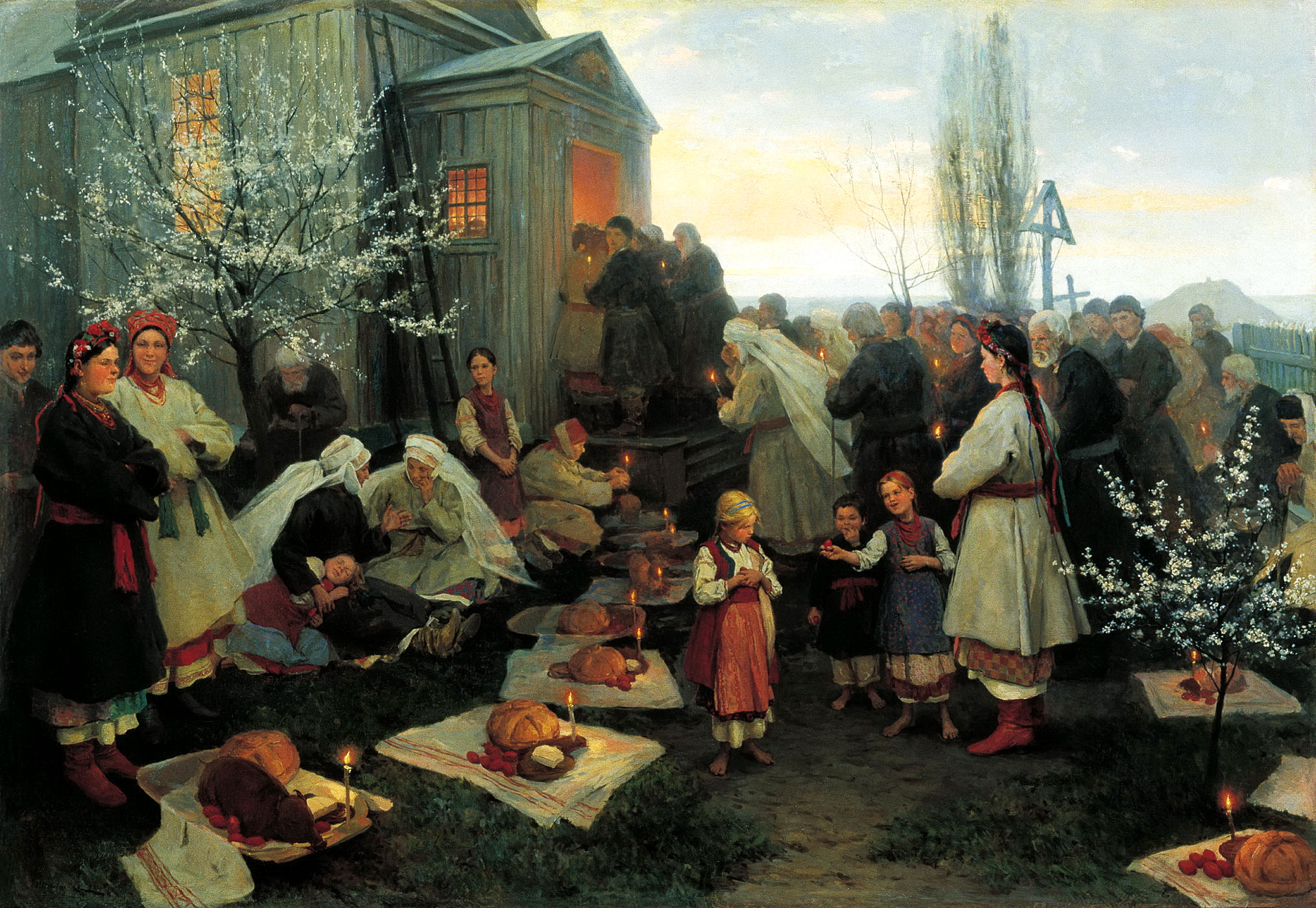
Il mattino di Pasqua
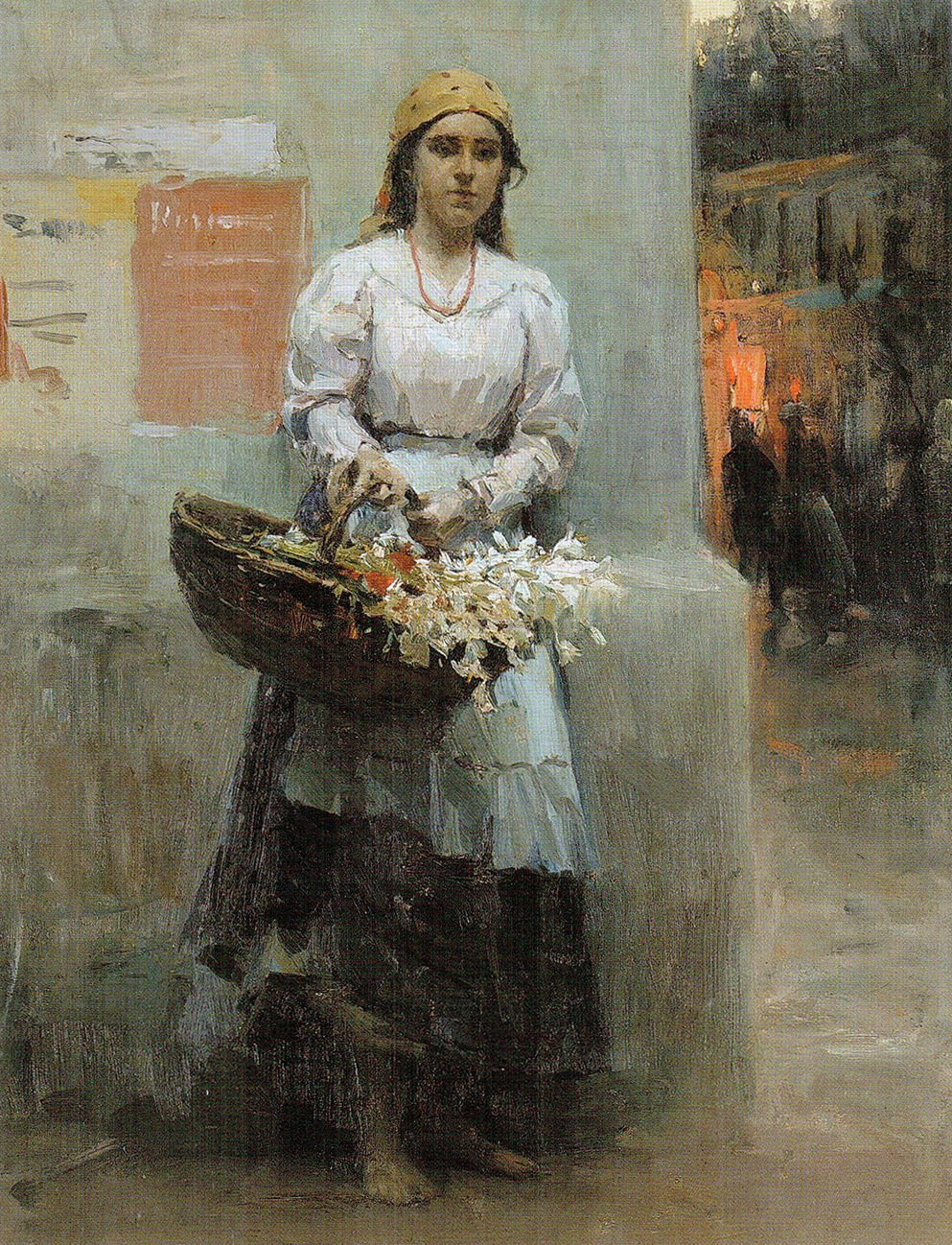
Una fioraia
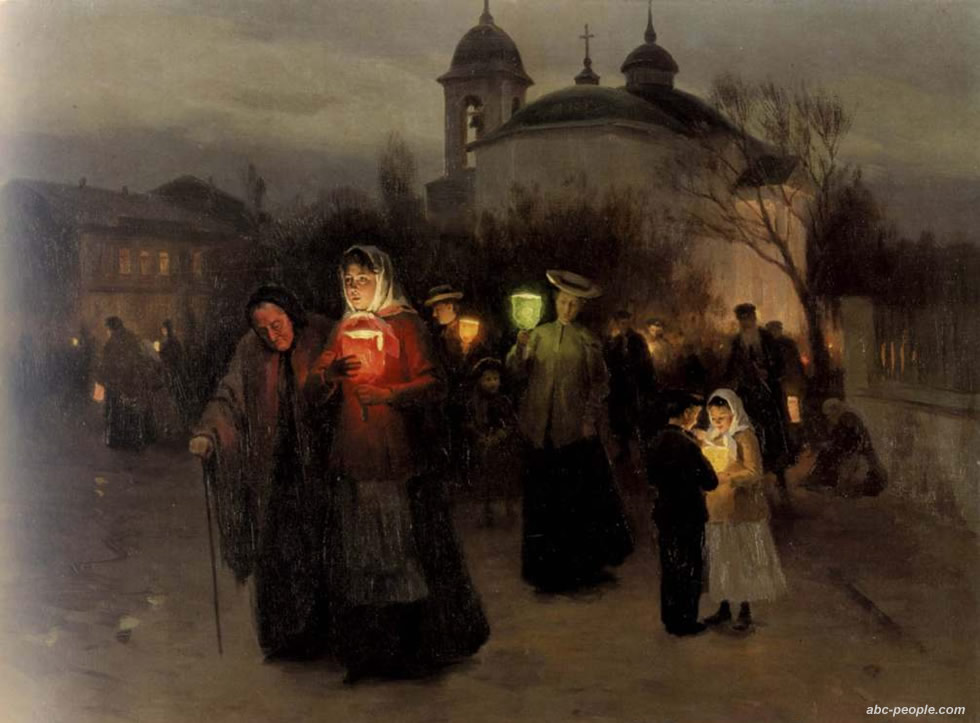
Giovedì Santo
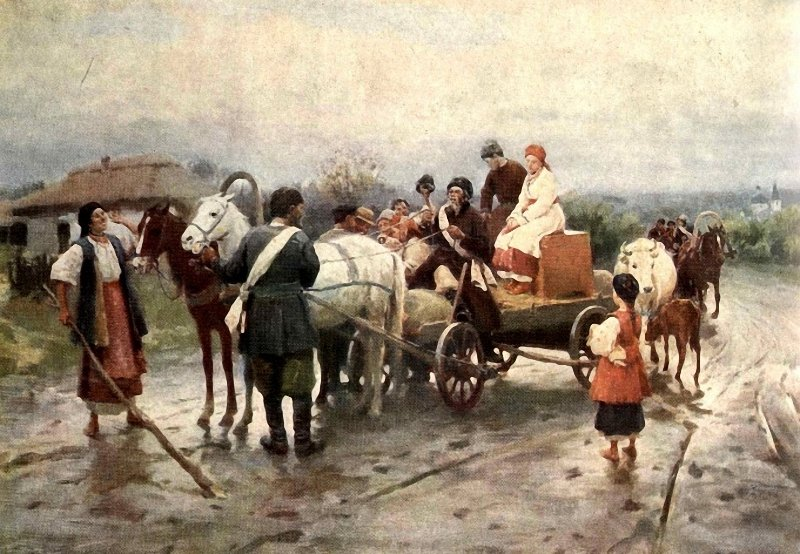
Matrimonio ucraino
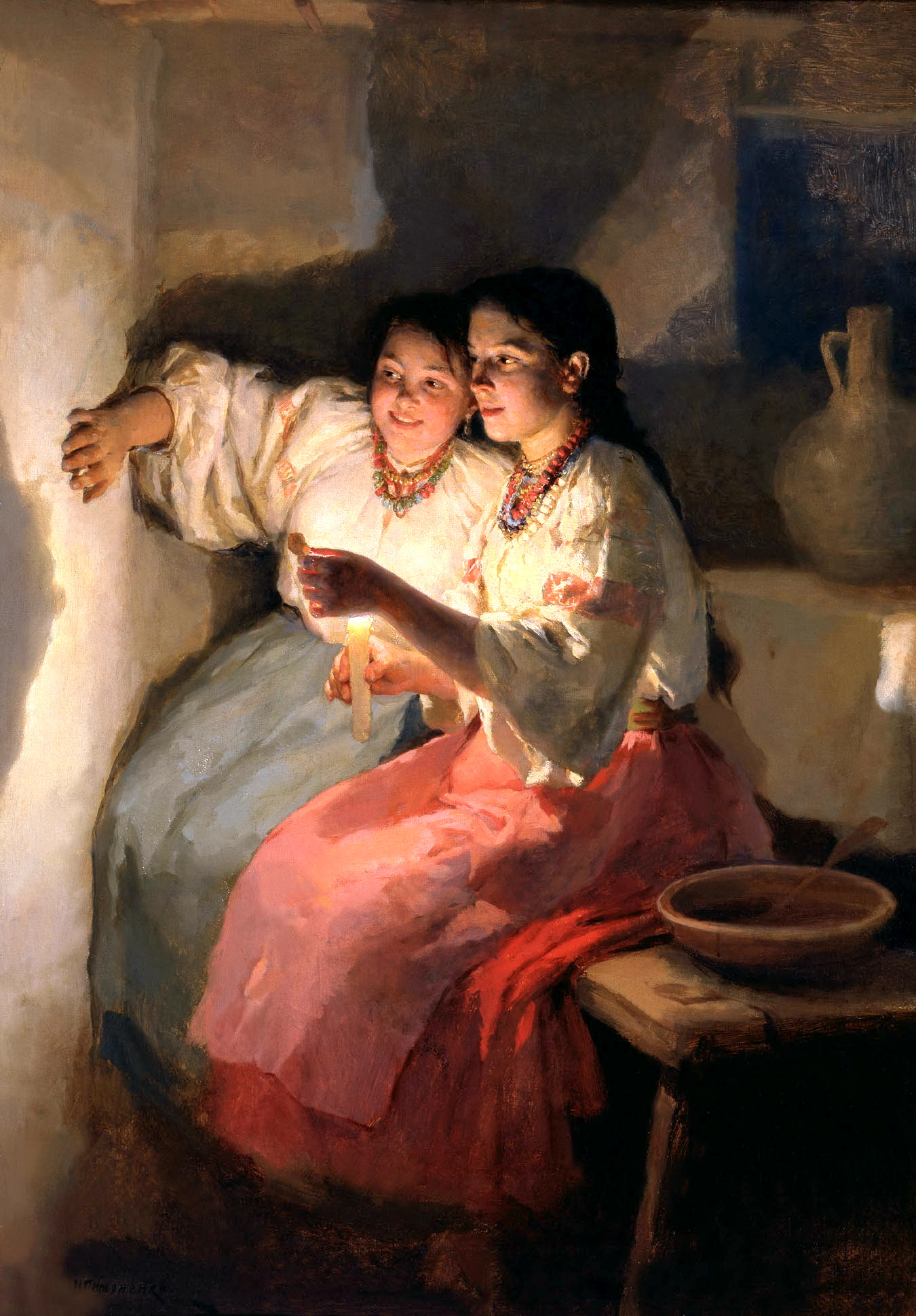
Veggenti